# Éditions Gründ
Pour la ville au Luxembourg, voir Grund.
Les éditions Gründ sont une maison d'édition française établie à Paris dans le 6e arrondissement. Créée en 1894, cette maison d'édition était à l'origine spécialisée dans les livres techniques sur les beaux-arts. C'est actuellement un département de la société Édi8, au sein du groupe Éditis.

## Histoire
Ernest Gründ (1870-1931) débute en 1887 à la Librairie Cantarel, comme simple employé. Depuis 1880, P.-A. Cantarel tenait une librairie, située au 10 rue de Maubeuge. En 1889 ou 1890, Cantarel déménage son fonds de commerce au 9 de la rue Mazarine. Ernest épouse la sœur d'Émile Maguet, puis s'associe avec ce dernier en 1894 et rachète une partie du fonds de Cantarel puis forme la société Librairie générale du commerce,. Un catalogue trimestriel de livres anciens et modernes, daté de 1895, indique « Librairie général du commerce P.-A. Cantarel, Gründ et Maguet, successeurs. », annoncent l'achat de la librairie Cantarel, par Gründ et Maguet : « Vendeur : Cantarel. Acquéreurs : Grun [sic] & Maguet. Entrée en jouissance : 1ᵉʳ octobre. Fonds vendu : Librairie, 9, Mazarine. ». Les Archives commerciales de la France du 19 septembre 1894, annonce la formation par un contrat du 5 septembre d’une société en nom collectif Gründ et Maguet, librairie, 9 rue Mazarine à Paris, pour une durée de 25 ans à partir du 1ᵉʳ octobre avec un capital de 85 000 francs. Le 1er octobre 1894, la Librairie Grund et Maguet devient une maison d'édition publiant des études spécialisées touchant à tous les domaines artistiques.
En 1920, la librairie Ernest Gründ rachète les droits d'exploitations du Dictionnaire critique et documentaire des peintres, sculpteurs, dessinateurs et graveurs de tous les temps et de tous les pays d'Emmanuel Bénézit, en trois volumes, édité depuis 1911 par René Roger et F. Chernovitz. En 1922, meurt Émile Maguet.
En 1934, la direction est reprise par les deux fils du fondateur, Jacques (décédé en 1939) et Michel Gründ. Le siège est transféré au 60 de la rue Mazarine. La même année, ils rachètent le fonds de la Librairie Nilsson qui perdure une quinzaine d'années, une partie de ses collections passant sous le nom de Gründ comme la Bibliothèque Précieuse qui inaugure l'orientation future vers le secteur consacré au jeune public, que Michel Gründ développe après guerre par une série de collections destinées à la jeunesse. 
La deuxième édition du « Bénézit » sort, cette fois en huit volumes. En 1956, un travail de coédition est amorcé avec notamment des illustrateurs et éditeurs tchèques, donnant en 1956 la collection « Légendes et contes de tous les pays », qui connaît un certain succès. En 1976, sort la troisième édition du « Bénézit », en dix volumes. 
À partir de 1987, la série d'albums Où est Charlie ? assure à Gründ de gros succès de librairie.
En juin 2007, les éditions Gründ rejoignent le groupe Editis, via sa filiale « Éditions First - Gründ - Dragon d'Or SA ».
Petit-fils du fondateur, Alain Gründ (1939-2022) dirige cette maison de 1963 à 2008.
Depuis 2013, les éditions Gründ appartiennent au groupe Édi8, au sein du groupe Editis. En 2022, Édi8 est composé de 14 marques et filiales d'édition.